# Bom Sucesso (Paraíba)
Bom Sucesso é um município brasileiro do estado da Paraíba, localizado na Região Geográfica Imediata de Catolé do Rocha-São Bento.

## História
As terras onde se localiza o município de Bom Sucesso pertenciam às fazendas Catolezinho, Santo Antônio e São Bento. O povoamento do município intensificou-se em 1875, a partir de um galpão instalado no sítio Bom Sucesso, onde realizava-se uma feira livre semanalmente, bem como as missas. Neste local, conta-se que Frei Damião teria celebrado uma missa, e que houve uma aparição de Nossa Senhora da Salete. Em 1941, foi construída a Igreja de São José.
Os pioneiros locais foram o comerciante Cícero Ferreira da Silva, Balbina de Almeida Oliveira (Dona Nenen) que doou terras para o município, incluindo o terreno onde foi erguida a primeira capela do lugarejo, além de João Alves de Oliveira, Raimundo Gonçalves de Almeida, Abdon Alves de Lima, João Paes de Lima e Antônio Henrique Cardins.
O distrito foi criado pela lei estadual nº 1953, de 17 de junho de 1959, subordinado ao município Jericó. A emancipação política ocorreu pela lei estadual nº 3049, de 12 de junho de 1963. A instalação do município deu-se em 2 de agosto de 1963.

## Geografia
O município está incluído na área geográfica de abrangência do semiárido brasileiro, definida pelo Ministério da Integração Nacional em 2005.  Esta delimitação tem como critérios o índice pluviométrico, o índice de aridez e o risco de seca.
O clima é Aw', com média pluviométrica anual de 854 mm. De acordo com dados da Aesa, de 1994 até atualmente o maior volume diário de chuva foi de 115 mm registrados no dia 22 de janeiro de 1997. Outros grandes volumes diários foram 111 mm registrados no dia 18 de fevereiro de 2017 e 105 mm registrados no dia 15 de janeiro de 2004. O maior volume mensal ocorreu em abril de 1996, 492 mm.
O relevo do município apresenta cotas que variam entre 270 metros a 600 metros. A vegetação é a caatinga sertão.
Bom Sucesso está inserido nos domínios da bacia hidrográfica do Rio Piranhas, região do Médio Piranhas e tem como principais tributários são os riachos Luciano, Umburana, Santo Antônio, Taboleiro Comprido e do Gitio, todos de regime de escoamento intermitente.